# آرنه أود يونسن
آرنه أود يونسن (بالنرويجية: Arne Odd Johnsen)‏ (و. 1909 – 1985 م) هو مؤرخ نرويجي، كان عضوًا في الأكاديمية النرويجية للعلوم والآداب، والجمعية الملكية النرويجية للعلوم والآداب، توفي عن عمر يناهز 76 عاماً.

## التعليم
تعلم في جامعة باريس، وجامعة أوسلو.